# أدهم إسماعيل
أدهم بن علي إسماعيل (1922- 1963 م) فنَّان تشكيلي ورسام عربي سوري، مارس الرسم الزيتي، وابتكر أسلوبًا حديثًا استقاه من التراث العربي التشكيلي، ومن «الخط اللامتناهي» في هذا التراث، ليعالج موضوعات سياسية واجتماعية معاصرة.

## سيرته
ولد أدهم بن علي إسماعيل في أنطاكية حاضرة لواء اسكندرونة، عام 1922م. أظهر موهبة فنية مبكرة، وتأثر بأخيه الأكبر من أبيه الذي كان فناناً وخطاطاً معروفاً في أنطاكية، وقد اقترن الفن عند أدهم بالنضال القومي وتلازما في حياته. وبعد نزوحه عن أنطاكية أكمل دراسته في حماة ثم في حلب منذ 1939 وحصل على شهادة الدراسة الثانوية (1945)، واكتشف في هذه المرحلة قدراته الفنية، ثم اختار طريق الفن التشكيلي تاركاً دراسة الحقوق، وعمل مدرساً للتربية الفنية في حلب ثم في دمشق وزار كثيراً من البلدان العربية والأجنبية وأقام عدة معارض.
مارس التصوير الزيتي، وابتكر أسلوباً حديثاً استقاه من التراث العربي التشكيلي.
في عام 1956 تخرّج من أكاديمية الفنون الجميلة في روما – قسم الديكور.
تعلم فن الميدالية والافريسيك في معاهد إيطاليا.
عمل مدرساً للتربية الفنية في ثانويات بدمشق.
– قام بتدريس الفنون في كلية الفنون الجميلة في دمشق.
– زار كثيراً من البلدان العربية والأجنبية وأقام عدة معارض.
– انتقل إلى القاهرة ليعمل مستشاراً فنياً في وزارة الثقافة أيام الوحدة بين سورية ومصر.
– رسم عدة لوحات عبرت عن الأحداث السياسية المعاصرة، وفق رؤيته الفنية الخاصة، وبصيغة فنية مميزة، ثم انتقل إلى استعمال الحرف العربي موضوعاً لتكوينات فنية جديدة.

## أعماله الفنية وأسلوبه
لوحاته الأولى، «الزجل السوري» (1947) و«ألحان وعطور» (1950) و« الدبكة» (1950)، تدل على محاولاته الأولى وتكشف شخصية فنية لها استقلالها. وقد برزت شهرته في عام 1951 مع لوحة «العتّال» التي استخدم فيها «الخط اللامتناهي» محدداً الشكل عن طريقه. وفي العام التالي سافر أدهم إلى إيطالية لدراسة الفن التشكيلي. وتؤكد أعماله أن الدراسة صقلت تجربته. ولوحة «الفارس العربي» (1953)، التي عبرت عن نهضة الأمة العربية وانطلاقتها، تدل على نضج أسلوبه في التعبير الفني وارتباطه الصميمي بالقضايا القومية.
وفي السنوات (1956-1961)، التي أمضاها بين درعا والقاهرة ودمشق، رسم عدة لوحات عبرت عن الأحداث السياسية المعاصرة، وفق رؤيته الفنية الخاصة، وبصيغة فنية ازدادت متانة وقوة، ومنها «وراء القضبان» (1956)، و«بور سعيد» (1958)، و«الطائر يفك قيده» (1959) و«زلازل أغادير» (1960).
ثم اتجه إلى الموضوعات الجمالية ما بين 1961 و1963 وإلى استعمال الحرف العربي موضوعاً لتكوينات فنية جديدة، وتلاقت أفكاره هذه مع مبادرات الفنان محمود حماد في مجال الحرف. 
وقد عبّر أدهم إسماعيل عن حسه الجمالي بتصوير الأرض والحركة والطبيعة والزهرة والمرأة، وعمّق تجربته الفنية في موضوعات أخرى وطوّرها كي تنسجم الحركة مع المساحة واللون حتى غدت تبدو في كل أعماله معبرة عن رغبته في تقديم فن حديث بروح عربية بالخط واللون وعلاقاتهما اللامتناهية. وهكذا يكون أدهم قد أسهم في تجديد لغة التعبير الفني في سوريا، وفي اكتشاف ما يملكه التراث العربي من أشكال فنية يمكن استخدامها للتعبير عن مضامين متنوعة.

## ذكراه
بعض أعماله محفوظة في المتحف الوطني بدمشق ولدى وزارة الثقافة وفي متحف دمّر للفنون.
يوجد مدرسة فنية باسمه في دمشق بعنوان “مركز أدهم إسماعيل للفنون”.

## وفاته
توفي أدهم إسماعيل في دمشق، عام 1963م.